# Cantone di Montfort-le-Gesnois
Il Cantone di Montfort-le-Gesnois era una divisione amministrativa dell'arrondissement di Mamers.
È stato soppresso a seguito della riforma complessiva dei cantoni del 2014, che è entrata in vigore con le elezioni dipartimentali del 2015.
Comprendeva i comuni di:
- Ardenay-sur-Mérize
- Le Breil-sur-Mérize
- Champagné
- Connerré
- Fatines
- Lombron
- Montfort-le-Gesnois
- Nuillé-le-Jalais
- Saint-Célerin
- Saint-Corneille
- Saint-Mars-la-Brière
- Sillé-le-Philippe
- Soulitré
- Surfonds
- Torcé-en-Vallée